# Lewisia stebbinsii
Lewisia stebbinsii är en källörtsväxtart som beskrevs av Roman W. Gankin och Hildreth. Lewisia stebbinsii ingår i släktet Lewisia och familjen källörtsväxter. Inga underarter finns listade i Catalogue of Life.

## Bildgalleri

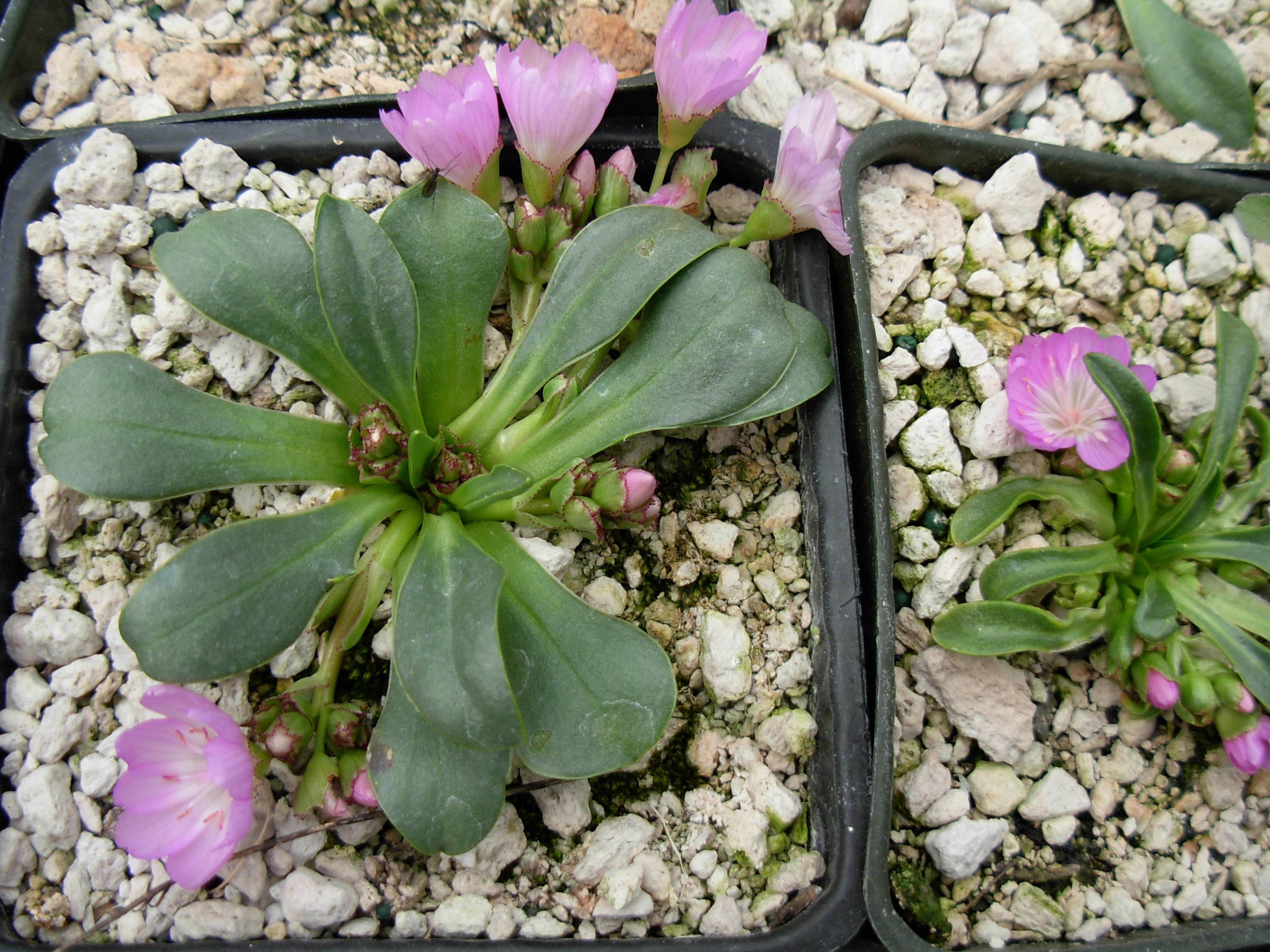
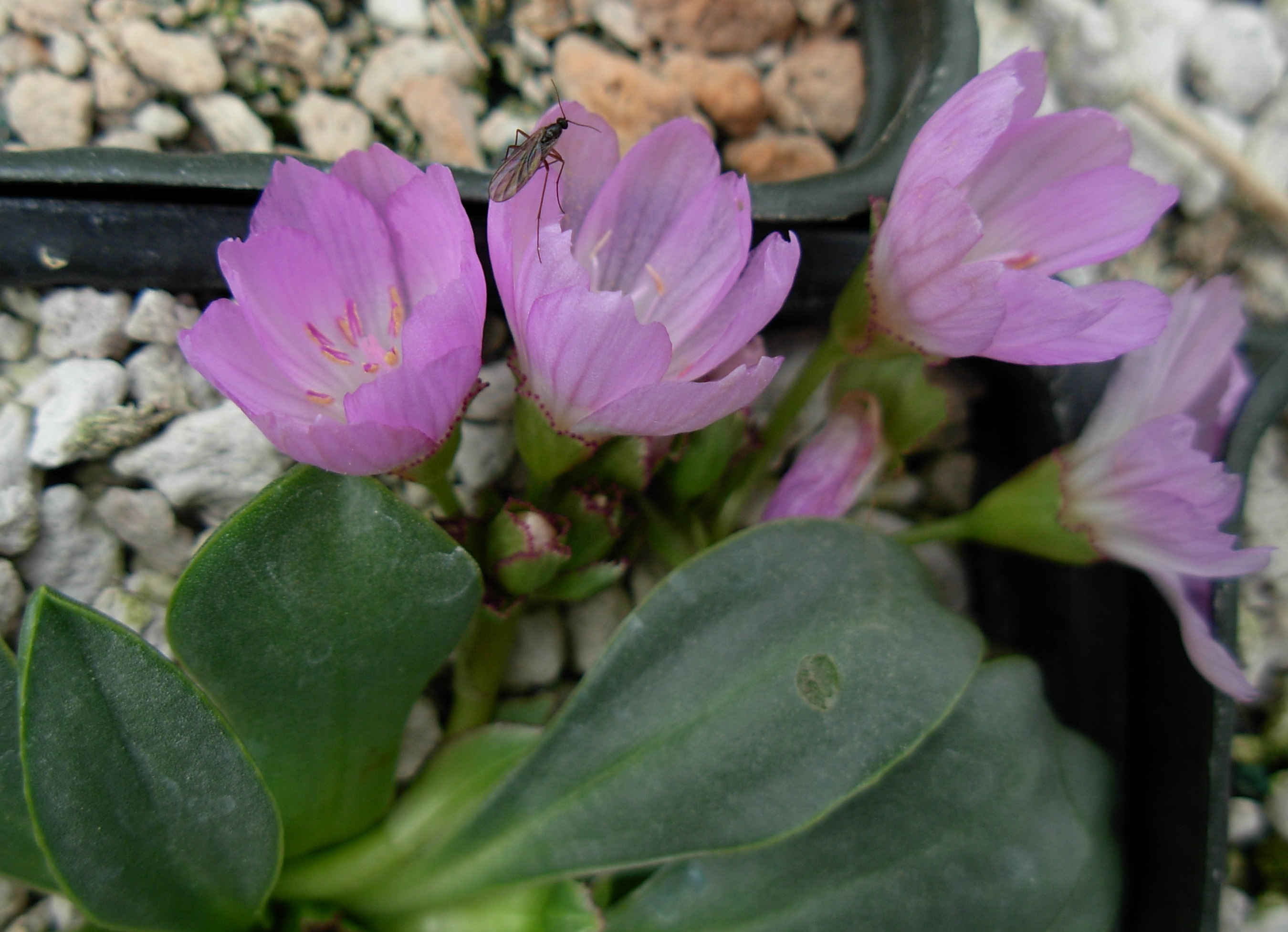